# Čërnyj al'bom
Kino, o anche Čërnyj al'bom (in russo Чёрный альбом? ovvero "L'album nero"), è il settimo ed ultimo album in studio della rock band sovietica Kino. Venne registrato poco dopo la morte del leader della band Viktor Coj a seguito di un incidente stradale il 15 agosto 1990, utilizzando quindi per le parti vocali i suoi demo tape.
All'album non venne dato ufficialmente un nome, quello con cui viene chiamato solitamente è dovuto al fatto che la copertina è completamente nera, in segno di lutto, ad eccezione del nome del gruppo in bianco. Inizialmente, non erano riportati neanche i titoli dei brani, che vennero introdotti solo in edizioni successive.

## Tracce
Testi e musiche di Viktor Coj; edizioni musicali Moroz Records.
1. Končitsja leto (Кончится лето) – 5:55
2. Krasno-žëltye dni (Красно-жёлтые дни) – 5:49
3. Nam s toboj (Нам с тобой) – 4:49
4. Zvezda (Звезда) – 4:29
5. Kukuška (Кукушка) – 6:39
6. Kogda tvoja devuška bol'na (Когда твоя девушка больна) – 4:20
7. Muravejnik (Муравейник) – 5:17
8. Sledi za soboj (Следи за собой) – 4:59
9. Sosny na morskom beregu (Сосны на морском берегу) – 5:16
10. Zavtra vojna (Завтра война) – 0:35

Durata totale: 48:08

## Formazione
- Viktor Coj (Виктор Цой) - voce, chitarra
- Jurij Kasparjan (Юрий Каспарян) - chitarra solista
- Igor' Tichomirov (Игорь Тихомиров) - basso
- Georgij Gurjanov (Георгий Гурянов) - drum machine